# 细尾高原鳅
细尾高原鳅（学名：Triplophysa stenura）为輻鰭魚綱鯉形目條鳅科高原鳅属的鱼类，俗名拉萨条鳅、细尾条鳅。分布于阿富汗的锡斯坦以及青藏高原和四川西部境内的长江、澜沧江、怒江、雅鲁藏布江等水系、朋曲河和苏班西里河上游、西藏境内奇林湖、昂拉全错、玛旁雍错、羊卓雍湖、多钦湖、泊古湖和哲古湖等湖的沿湖河流、云南和石鼓等，一般生活于江河湖泊的缓流或静水处，本魚體延長，前半部呈圓柱狀，後半部扁平，吻鈍，口下位，具觸鬚3對，體無鱗片，側線完整，體色為淡褐色，體側具10-14個圓形斑，體背具6-10個寬橫斑，背鰭及尾鰭具有點狀斑紋，尾鰭凹形，體長可達13.8公分。

## 扩展阅读
維基物種上的相關：细尾高原鳅